# Municipio de Center (condado de Lyon)
El municipio de Center (en inglés: Center Township) es un municipio ubicado en el condado de Lyon en el estado estadounidense de Kansas. En el año 2010 tenía una población de 1198 habitantes y una densidad poblacional de 3,86 personas por km².

## Geografía
El municipio de Center se encuentra ubicado en las coordenadas 38°15′10″N 96°14′18″O / 38.25278, -96.23833. Según la Oficina del Censo de los Estados Unidos, el municipio tiene una superficie total de 310.25 km², de la cual 307,48 km² corresponden a tierra firme y (0,89 %) 2,77 km² es agua.

## Demografía
Según el censo de 2010, había 1198 personas residiendo en el municipio de Center. La densidad de población era de 3,86 hab./km². De los 1198 habitantes, el municipio de Center estaba compuesto por el 98,75 % blancos, el 0,25 % eran afroamericanos, el 0,17 % eran amerindios, el 0,08 % eran asiáticos, el 0,33 % eran de otras razas y el 0,42 % eran de una mezcla de razas. Del total de la población el 1,34 % eran hispanos o latinos de cualquier raza.